# Изумрудный манго
Изумрудный манго (лат. Anthracothorax veraguensis) — вид птиц семейства колибри.

## Описание
Изумрудный манго имеет изумрудно-зелёное оперение в верхней части, более тусклое на pileum, и металлическое сине-зелёное в нижней, перья подхвостья иногда имеют белые кончики. Округлый хвост окрашен в сине-чёрный, изредка внешние хвостовые перья имеют серовато-белые кончики. Первостепенные маховые перья окрашены в тёмно-коричневый цвет с лёгким фиолетовым оттенком. Молодые особи очень слабо отличаются от взрослых колибри, но у них присутствуют коричневые перья на голове и по спине. Клюв чёрный, слегка изогнутый, радужка глаза тёмно-коричневая.
Говоря об изумрудном колибри Риджуэй заметил, что самцы и самки выглядят идентично, а особи со светло-серой грудью, описанные в работах Gould, Elliot, Cory, Salvin, and Hartert, по всей видимости относятся к A. d. aurulentus — пуэрто-риканскому подвиду доминиканского манго. Представители HBW Alive подтверждают, что половой диморфизм отсутствует, однако добавляют, что у самки присутствует крошечное белое пятно (где?).
По данным HBW Alive длина изумрудного колибри составляет 11-14 см, масса — 7 г. Американский орнитолог Роберт Риджуэй в бюллетене Смитсоновского института 1911 года приводит следующие характеристики на основе экземпляров из музейных и частных коллекций: у самца длина тела — 107—116 мм, крыла — 60-67 мм, хвоста — 35,5—38,5 мм, клюва — 23—25 мм; у самки длина тела — 104—117 мм, крыла — 58,5—63 мм, хвоста — 33,5—37 мм, , клюва — 25—27 мм.
Довольно тихий колибри с песней начинающейся с гудения («szzzzz-szi-szi-chup-tsz-tsz …..»). Также может использовать короткие позывки «tip..tip…» и ?. Во время противоборств в другими колибри может издавать громкие суровые дребезжащие звуки.

## Распространение
Изумрудный манго является эндемиком Пуэрто-Рико, площадь ареала составляет приблизительно 9900 км². Предпочитает леса на C & W Mountains на высоте от 800 до 1200 метров над уровнем моря, где является обычным обитателем. Легко адаптируется к искусственным местам обитания, в частности к кофейным плантациям. На побережье встречается редко. Может осуществлять высотную миграцию в зависимости от сезона цветения. Риджуэй приводит следующие места обитания: El Ylúnque; Adjuntas; Utuado; Lares; Mayaguéz.
Относится к видам, вызывающим наименьшие опасения, но находится в приложении CITES II конвенции о международной торговле видами дикой фауны и флоры, находящимися под угрозой исчезновения, то есть осуществляется контроль над их торговлей.

## Питание
Изумрудный манго питается нектаром цветущих деревьев, кустарников и лоз, в частности Pariti tilaceum, Leonotis leonotum, Quisqualis indica и Ipomea sp. на всех высотных ярусах. Охотится на насекомых в воздухе, часто над верхушками деревьев, собирает пауков с поверхности листьев. Неперевариваемые пищевые остатки отторгаются в виде гранул.
Самцы защищают кормовые территории.

## Размножение
Изумрудный манго разводит птенцов с октября по май, прикрепляя мягкое компактное чашеобразное гнездо к вертикальной ветки высокого дерева, и украшая его снаружи лишайником. Гнездо обычно расположено на высоте выше 8 метров. Откладывает яйца обычно раз в год, кладка содержит два белых яйца. Вылупившиеся цыплёта чёрные с двумя полосами на спине.
Дополнительная информация отсутствует.

## Систематика
Изумредный манго был впервые описан в 1801 году Audebert и Vieillot. И хотя видовое название viridis () остаётся неизменным, отношения остаются неопределёнными. Ещё в XIX и начале XX века изумрудного манго относили к Trochilus французские орнитологи Audebert (1801), Vieillot (1801, 1817, 1822) и другие; к Lampornis — Bonaparte (1850), Gould (1861) и другие; к Agyrtria — Reichenbach (1855); к Chalybura — Mulsant (1876), к Polytmus — Gray (1869), к Anthracothorax — Риджуэй (1911). Последние филогенетические исслодования группируют данный вид с Campylopterus основываясь на цветовом спектре оперения.